# 豊岡武士
豊岡 武士（とよおか たけし、1943年〈昭和18年〉3月13日 - ）は、日本の政治家。静岡県三島市長（4期）。元静岡県議会議員（通算3期）。

## 来歴
静岡県三島市出身。三島市立東小学校、三島市立北中学校、静岡県立韮山高等学校卒業。1966年（昭和41年）3月、日本獣医畜産大学（現・日本獣医生命科学大学）卒業。同年4月、静岡県庁に入庁。初代緊急防災支援室長を務めた。
1998年（平成10年）4月から11月まで三島市役所に派遣され、企画調整部長を務めた。同年12月の三島市長選挙に落選後、翌1999年（平成11年）の静岡県議会議員選挙に出馬し初当選した。2003年（平成15年）に再選。県議時代は自由民主党に所属。
2006年（平成18年）の三島市長選挙に落選後、2007年（平成19年）の県議選に無所属で出馬し3回目の当選を果たす。
2010年（平成22年）11月の三島市長選挙で初当選。12月20日、市長就任。これまでの選挙の結果は以下のとおり。

## 所属団体・関連団体
- 明治の日を作る首長会（監事）[6]

## 人物
- 小学生の頃から野球を始め、ポジションは捕手[7]。
- 母校の韮山高校野球部の監督も務め、著名な教え子には、東京六大学野球連盟の慶應義塾大学監督の堀井哲也と同じく六大学の立教大学監督の木村泰雄が居る[8]。堀井と木村は韮山高校の同級生で豊岡は二人が1年生から2年生の時に監督として指導に当たった。後に同時期に六大学のそれぞれの母校で監督を務め、恩師でもある豊岡を共に表敬訪問を行なったり、豊岡が慶應義塾大学と立教大学の試合を明治神宮野球場で観戦をする機会もあった[8][9]。また、この2人は社会人野球の指導者としても活躍し、堀井がJR東日本、木村が日本製紙石巻の監督を務めた際にも都市対抗野球大会で対戦をしており、豊岡が「忘れられない思い出」として語っている[7]。

## 市長選の結果
1998年三島市長選挙
1998年（平成18年）12月20日執行。衆議院議員小池政恩の息子の小池政臣が初当選した選挙。次点で落選。
※当日有権者数：85,379人 最終投票率：55.79%（前回比：+7.41pts）
| 候補者名   | 年齢 | 所属党派 | 新旧別 | 得票数   | 得票率 | 推薦・支持 |
| ---------- | ---- | -------- | ------ | -------- | ------ | ---------- |
| 小池政臣   | 58   | 無所属   | 新     | 18,059票 | 35.10% |            |
| 豊岡武士   | 55   | 無所属   | 新     | 13,873票 | 26.97% |            |
| 大村雅彦   | 51   | 無所属   | 新     | 12,927票 | 25.13% |            |
| 寺田美智子 | 66   | 無所属   | 新     | 6,583票  | 12.80% |            |

2006年三島市長選挙
2006年（平成18年）11月19日執行。公明党の推薦を受けた現職の小池政臣に敗れ落選。
※当日有権者数：89,924人 最終投票率：54.33%（前回比：pts）
| 候補者名 | 年齢 | 所属党派 | 新旧別 | 得票数   | 得票率 | 推薦・支持     |
| -------- | ---- | -------- | ------ | -------- | ------ | -------------- |
| 小池政臣 | 66   | 無所属   | 現     | 25,041票 | 51.72% | （推薦）公明党 |
| 豊岡武士 | 63   | 無所属   | 新     | 23,380票 | 48.28% |                |

2010年三島市長選挙
2010年（平成22年）12月12日執行。豊岡は連合静岡の推薦を受て出馬。現職の小池政臣の後継者指名を受けたフリーアナウンサーの遠藤行洋、会社経営者の前田磨を抑え初当選を果たした。
※当日有権者数：90,445人 最終投票率：54.10%（前回比：－0.23pts）
| 候補者名 | 年齢 | 所属党派 | 新旧別 | 得票数   | 得票率 | 推薦・支持       |
| -------- | ---- | -------- | ------ | -------- | ------ | ---------------- |
| 豊岡武士 | 67   | 無所属   | 新     | 23,252票 | 47.97% | （推薦）連合静岡 |
| 遠藤行洋 | 48   | 無所属   | 新     | 16,295票 | 33.62% |                  |
| 前田磨   | 49   | 無所属   | 新     | 8,921票  | 18.41% |                  |

2014年三島市長選挙
2014年（平成26年）12月7日告示、12月14日執行。無投票で再選。
2018年三島市長選挙
2018年（平成30年）12月16日執行。連合静岡の推薦を受け、三島駅前再開発の推進を掲げ立候補。駅前再開発の見直しと南北自由通路の早期実現を訴えた自民党元県議の宮沢正美、会社経営者の石井真人らを破り3選を果たした。
※当日有権者数：91,369人 最終投票率：49.83%（前回比：－4.27pts）
| 候補者名 | 年齢 | 所属党派 | 新旧別 | 得票数   | 得票率 | 推薦・支持         |
| -------- | ---- | -------- | ------ | -------- | ------ | ------------------ |
| 豊岡武士 | 75   | 無所属   | 現     | 20,447票 | 45.25% | （推薦）連合静岡   |
| 宮沢正美 | 69   | 無所属   | 新     | 14,968票 | 33.12% | （推薦）自民党県連 |
| 石井真人 | 39   | 無所属   | 新     | 9,776票  | 21.63% |                    |

2022年三島市長選挙
2022年（令和4年）12月18日執行。新人2人を破り4選。
※当日有権者数：89,823人 最終投票率：44.97%（前回比：－4.86pts）
| 候補者名 | 年齢 | 所属党派 | 新旧別 | 得票数   | 得票率 | 推薦・支持                           |
| -------- | ---- | -------- | ------ | -------- | ------ | ------------------------------------ |
| 豊岡武士 | 79   | 無所属   | 現     | 21,162票 | 52.78% | （推薦）公明党・連合静岡             |
| 石井真人 | 43   | 無所属   | 新     | 16,999票 | 42.39% | （推薦）自民党三島支部・日本維新の会 |
| 近藤正文 | 46   | 無所属   | 新     | 1,936票  | 4.83%  |                                      |